# キャンベラ・ユナイテッドFC
キャンベラ・ユナイテッドFC（英: Canberra United FC）は、オーストラリアの首都キャンベラを本拠地とするサッカークラブである。Aリーグ・ウィメン所属。

## 概要
他のAリーグ・ウィメンに所属するクラブと異なり、Aリーグ・メン所属のサッカークラブの女子部門ではなく、独立したクラブとして活動している。2012年1月28日、グランドファイナルを制して初優勝を達成した。ベルコネン・サッカーセンターを本拠地としている。

## 過去の成績
- Wリーグ
  - 2008-2009 - 準優勝
  - 2009-2010 - グランドファイナル準決勝敗退
  - 2010-2011 - グランドファイナル準決勝敗退
  - 2011-2012 - 優勝

## 歴代所属選手
- リディア・ウイリアムズ（英語版） 2008-
- サリー・シパード（英語版） 2009-2011
- エミリー・ヴァン・エグモンド（英語版） 2009-
- 近賀ゆかり 2016-2017